# Lecina
Lecina es una localidad española perteneciente al municipio de Bárcabo, en la Comarca del Sobrarbe, provincia de Huesca, Aragón. No debe confundirse con La Lecina, localidad perteneciente a la Fueva.

## Toponimia
El nombre corresponde a la palabra lecina (o lezina), nombre aragonés de la encina, árbol muy común en la zona, pudiendo referirse a "zona de encinas".

## Geografía
Lecina de Bárcabo se encuentra a 2,3 kilómetros de Bárcabo 15 kilómetros en línea recta al embalse de Mediano. Cuenta con electricidad, antenas de televisión y agua. La pedanía se encuentra a 761 metros de altitud sobre el nivel del mar.

## Demografía
En 2010, la población de esta aldea, ascendía a 24 habitantes, 17 hombres y 7 mujeres.

## Historia

### Prehistoria
Existen hallazgos que confirman la existencia de pobladores desde la época prehistoria en el término, ya que se han encontrado pinturas rupestres de exageradas extremidades de motivos animales y humanos en el abrigo de Barfaluy. 
También se encuentran restos pictóricos en el abrigo de Gallinero, el abrigo de Lecina Superior y los cercanos abrigos de Tozal de Mallata.

### Edad Media
Antes de la conquista musulmana existía en el término de la población un monasterio, el de San Cucufate, del que no se conservan restos pero que tras la conquista por parte de Ramiro I a mediados del siglo XI, fue donado con todas sus pertenencias al monasterio de San Andrés de Fanlo para que posteriormente en el 1074 el abad Gimeno de Fanlo cambiase San Cucufate por Santa María de Uruel a Santa María de Alquézar y un año después fue repoblado bajo órdenes de Sancho Ramírez, siendo donada a la colegiata y poco después, en 1083 el abad Galindo de Alquézar describió los derechos a los que debían someterse los pobladores.
En el 1092 aún pertenecía a la colegiata de Alquézar, recibiendo en ese año la delimitación de la población por parte del rey Sancho Ramírezy posteriormente en el 1290 Alfonso III entregó la población a Sancho de Antillón y posteriormente el castillo al procurador del obispo oscense, quien fue dueño de la población hasta la época moderna.

## Patrimonio

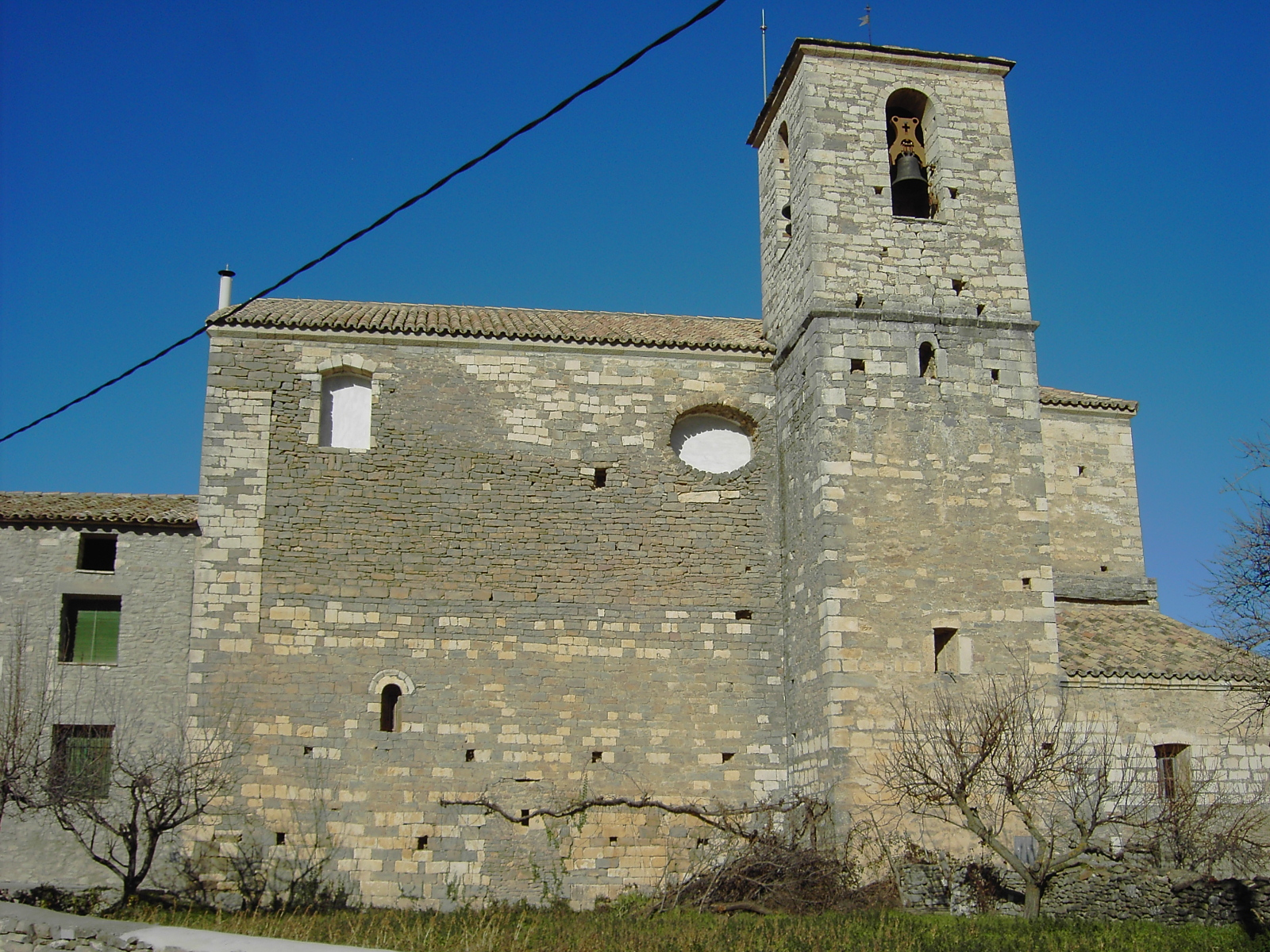
Iglesia de San Juan Bautista

### Patrimonio religioso
La Iglesia de San Juan Bautista es un templo del siglo XVI aunque en el siglo XVIII tuvo una reforma que ocultó casi completamente los restos del templo del siglo XVI menos el muro meridional, un crismón del siglo XII y el ventanal del atrio, finalmente fue restaurada en su interior en el 2000. Igualmente debido a un documento del 1055 del rey Ramiro I que la población tuvo un monasterio dedicado a San Cucufate, sobre el que quizás se levantó el templo.

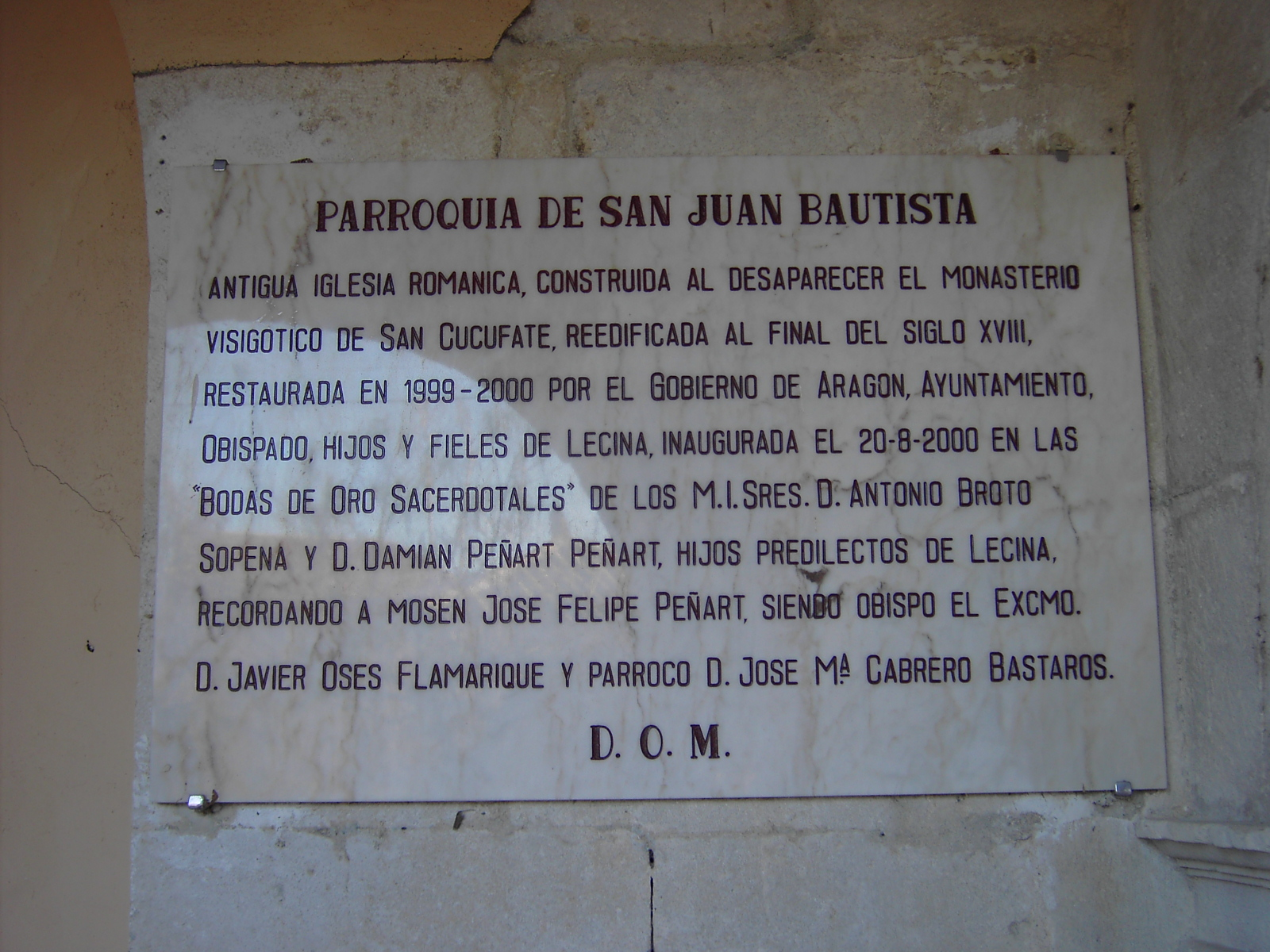
Placa ubicada en la fachada del templo

Se trata de un templo de estilo románico con planta cuadrada de gran tamaño cubierta con bóveda elíptica, y cabecera recta más estrecha, orientada al este y cubierta con bóveda de lunetos, estando el tramo del ábside cerrado con lunetos elipsoidales, el de los pies con lunetos clásicos y el crucero con pequeña cúpula muy plana. Los brazos del crucero arrancan de superficies cóncavas que cobijan cuatro hornacinas, mientras que el ábside y el crucero están recorridos por una volada cornisa sobre capiteles corintios y pilastras lisas.  En su interior la decoración está realizada en yeso y pinturas murales como las que se pueden observar en las cuatro hornacinas de los ángulos de la nave, donde aparecen pintados los cuatro evangelistas junto a la cruz con emblemas de la Pasión, dos anillos unidos por una corona, tau, báculo y campanilla , símbolos de san Antonio Abad; mitra, báculo y cruz de san Benito y la pintura de la Virgen de los lirios y al lado, la pila bautismal con una cruz esculpida en su frente.
Dentro del templo también se puede ver el coro alto sobre un gran arco rebajado y cubierto con bóveda de lunetos en el cual se encuentra una inscripción:

SIENDO CURA Mn BENITO ESCALERA DE ALQUEZAR ME PINTO JUAN SOLER / AÑO 1861

El edificio cuenta con una torre en el costado sur, junto a la sacristía a la que se accede a través de una puerta adintelada junto al presbiterio, está construida en piedra sillar y mampostería pero que vista desde el exterior tiene dos cuerpos, mientras que en el interior no tiene pisos y se cubre con una cubierta de madera a cuatro vertientes.
La puerta de acceso a la iglesia, en la que se puede ver el crismón del siglo XII recolocado, se encuentra cubierta por un pórtico de planta cuadrada y bajo un arco de medio punto de grandes dovelas en cuyo trasdós se pueden ver fragmentos de un escudo y, sobre ellos, siete ménsulas con motivos renacentistas esculpidos.

#### Ermita de San Martín de Lecina
Ubicada en la confluencia del cañón de la Choca con el río Vero y cerca de la Cueva Mezquita, que está asociada a leyendas de brujería. Se trata de un templo con orígenes en siglo XII, construida bajo un abrigo rocoso en el que se empotra y la cobija, cuenta con una pequeña nave rectangular y ábside semicircular liso. A finales de agosto se realiza una romería.

### Patrimonio civil
- La Casa Sampietro, que data del siglo XVI, destaca su arco apuntado.
- La Casa Pocino con su espantabrujas.
- Casa Carruesco, Casa Torreada construida en el siglo XV.

### Carrasca milenaria
- La carrasca milenaria de Lecina es la segunda encina más grande de España, con 6 metros y 10 centímetros de perímetro, diámetro en base de 1,75 metros, diámetro a 1,3 metros de 2,41 metros, altura del fuste de 1,05 metros y una altura total de 16,5 metros. El diámetro de la copa es de 28 metros y su superficie es de 615 metros cuadrados (0,0615 hectáreas). Fue galardonada como Árbol europeo del Año 2021.[8]